# Kurt Moll
Kurt Moll (født 11. april 1938 i Buir, død 5. marts 2017) var en tysk operasanger (bas).
Som barn spillede Kurt Moll cello og sang i skolekor. Dirigenten af dette kor rådede ham til at koncentrere sig om sangen. Han studerede ved Köln Hochschule für Musik under Emmy Müller.
Som 20-årig begyndte han at synge på operaen i Köln. Der blev han indtil 1961, hvorefter han sang i tre år i Mainz og fem år i Wuppertal. I 1969 skrev han kontrakt med Hamburgische Staatsoper. Herefter skulle han komme til at synge på alle de store europæiske operascener. 
Sin amerikanske debut fik han på San Francisco Opera som Gurnemanz i Richard Wagners Parsifal i 1974. Debuten på The Metropolitan Opera fulgte fire år senere, da han sang Landgreven i Tannhäuser, Rocco i Fidelio, og Sparafucile i Rigoletto.
Han har indspillet mange plader med store dirigenter. I 1991 vandt han en Grammy for sin indspilning af Rhinguldet (Das Rheingold).
Han boede i Köln med sin familie.